# Grundmann
Grundmann ist ein deutscher Familienname.

## Namensträger
- Adelheid Grundmann-Schmid (* 1938), deutsche Fechterin, siehe Heidi Schmid
- Alfred Grundmann (1906–1955), deutscher Politiker (CDU)
- Arthur Grundmann (1920–1987), deutscher Politiker (FDP)
- Birgit Grundmann (* 1959), deutsche Juristin
- Carl Grundmann (1818–1878), österreichischer Lokomotivführer und Unternehmer
- Christian Wilhelm Grundmann (1703–1767), Obergerichtsrat in der Uckermark
- Christoffer Hinrich Grundmann (* 1950), deutscher evangelischer Theologe
- Christoph Grundmann (1908–2003), deutscher Chemiker
- Claudia Grundmann (* 1976), deutsche Eishockeyspielerin
- Constanze Juchem-Grundmann (* 1976), deutsche Fremdsprachendidaktikerin (Fachdidaktik Englisch)
- Ekkehard Grundmann (1921–2022), deutscher Pathologe
- Elisabeth Grundmann (1941–2013), deutsche Erwachsenenpädagogin und Migrationsforscherin
- Emil Otto Grundmann (1844–1890), deutsch-amerikanischer Maler
- Ernst Grundmann (1861–1924), deutscher Jurist und Parlamentarier
- Franz Grundmann (1863–1921), österreichischer Dichter
- Franz Henrich Grundmann (1808–1887), Hüttenmann in Tarnowitz, Oberschlesien
- Friedhelm Grundmann (1925–2015), deutscher Architekt
- Friedrich Wilhelm Grundmann (1804–1887), deutscher Bergwerks- und Hüttendirektor
- Fritz Grundmann (1885–1952), deutscher Lehrer und Heimatforscher
- Gunnar Grundmann (* 1973), deutscher Fußballtorwart
- Günther Grundmann (1892–1976), deutscher Denkmalpfleger und Kunsthistoriker
- Hedwig Grundmann (1894–1987), deutsche Malerin, Grafikerin, Künstlerin und Lehrerin
- Heidi Grundmann (* 1938), österreichische Hörfunkjournalistin
- Helmut Grundmann (1920–2009), deutscher baptistischer Geistlicher
- Herbert Grundmann (1902–1970), deutscher Historiker
- Herbert Grundmann (Buchhändler) (1913–1981), deutscher Buchhändler, Verleger und Buch- und Musikwissenschaftler
- Hilmar Grundmann (* 1938), deutscher Sprachdidaktiker
- Jakob Friedrich Grundmann (1727–1800), deutscher Holzblasinstrumentenmacher
- Józef Grundmann (1934–1991), polnischer Radrennfahrer
- Konrad Grundmann (1925–2009), deutscher Politiker (CDU)
- Marius Grundmann (* 1964), deutscher Physiker und Hochschullehrer
- Matthias Grundmann (* 1959), deutscher Soziologe
- Max Grundmann (* 1998), deutscher Fußballspieler
- Nicolas Grundmann (* 1977), deutscher Basketballspieler und -funktionär
- Norbert Grundmann (1940–2009), deutscher Redakteur und Moderator
- Olaf Grundmann (* 1968), deutscher Ingenieur
- Oliver Grundmann (* 1971), deutscher Politiker (CDU), MdB, Rechtsanwalt
- Regina Grundmann (* 1978), Professorin für Judaistik am Institut für Jüdische Studien an der Westfälischen Wilhelms-Universität Münster
- Reiner Grundmann (* 1955), deutscher Soziologe und Hochschullehrer an der University of Nottingham
- Reinhart T. Grundmann (* 1944), deutscher Chirurg
- Robert Grundmann (1878–1933), deutscher Jurist und Politiker (DVP)
- Siegfried Grundmann (Jurist) (1916–1967), deutscher Jurist und Kirchenrechtler
- Siegfried Grundmann (1938–2021), deutscher Soziologe und Historiker
- Stefan Grundmann (* 1958), deutscher Rechtswissenschaftler
- Stefan Grundmann (Footballspieler) (* 1977), deutscher American-Football-Spieler
- Thomas Grundmann (Verleger) (1947–2022), deutscher Verleger
- Thomas Grundmann (Philosoph) (* 1960), deutscher Philosoph und Hochschullehrer
- Thomas Grundmann (Künstler) (* 1970), deutscher Maler und Tätowierer
- Traute Grundmann (1939–2005), deutsche Politikerin (CDU)
- Verena Grundmann (* 1941), deutsche Politikerin (CDU), siehe Verena Wiesmann
- Walter Grundmann (1906–1976), deutscher evangelischer Theologe
- Werner Grundmann (* 1937), deutscher Wirtschaftsmathematiker
- Wilhelm Grundmann (18??–19??), deutscher Ringer
- Wolfgang Grundmann (* 1948), deutscher ehemaliger Terrorist der RAF